# Charltonina
Charltonina es un género de foraminífero bentónico de la familia Osangulariidae, de la superfamilia Chilostomelloidea, del suborden Rotaliina y del orden Rotaliida. Su especie tipo es Pseudoparrella madrugaensis. Su rango cronoestratigráfico abarca desde el Albiense (Cretácico inferior) hasta el Burdigaliense (Mioceno inferior).

## Clasificación
Charltonina incluye a las siguientes especies:
- Charltonina acutimarginata †
- Charltonina canterburyensis †
- Charltonina florealis †
- Charltonina madrugaensis †
- Charltonina texana †

Otra especie considerada en Charltonina es:
- Charltonina ganensis, de posición genérica incierta